# Seznam indijskih astronavtov
Seznam indijskih astronavtov.

## C
- Kalpana Chawla

## M
- (Ravish Malhotra)

## S
- Rakesh Sharma
- Shubhanshu Shukla